# Сейсмічна бомба

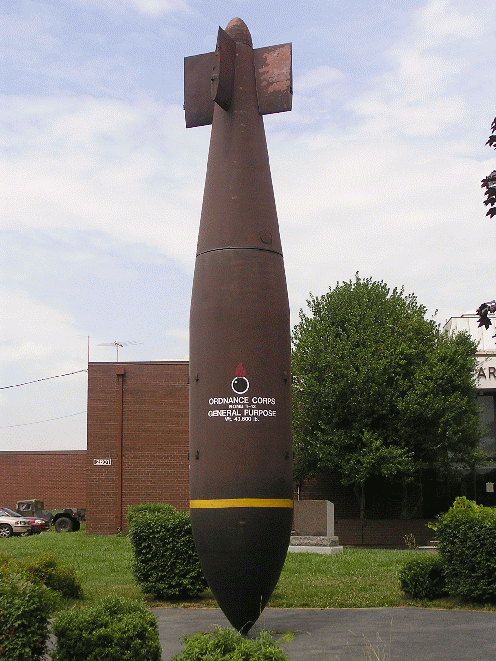
Американська сейсмічна бомба

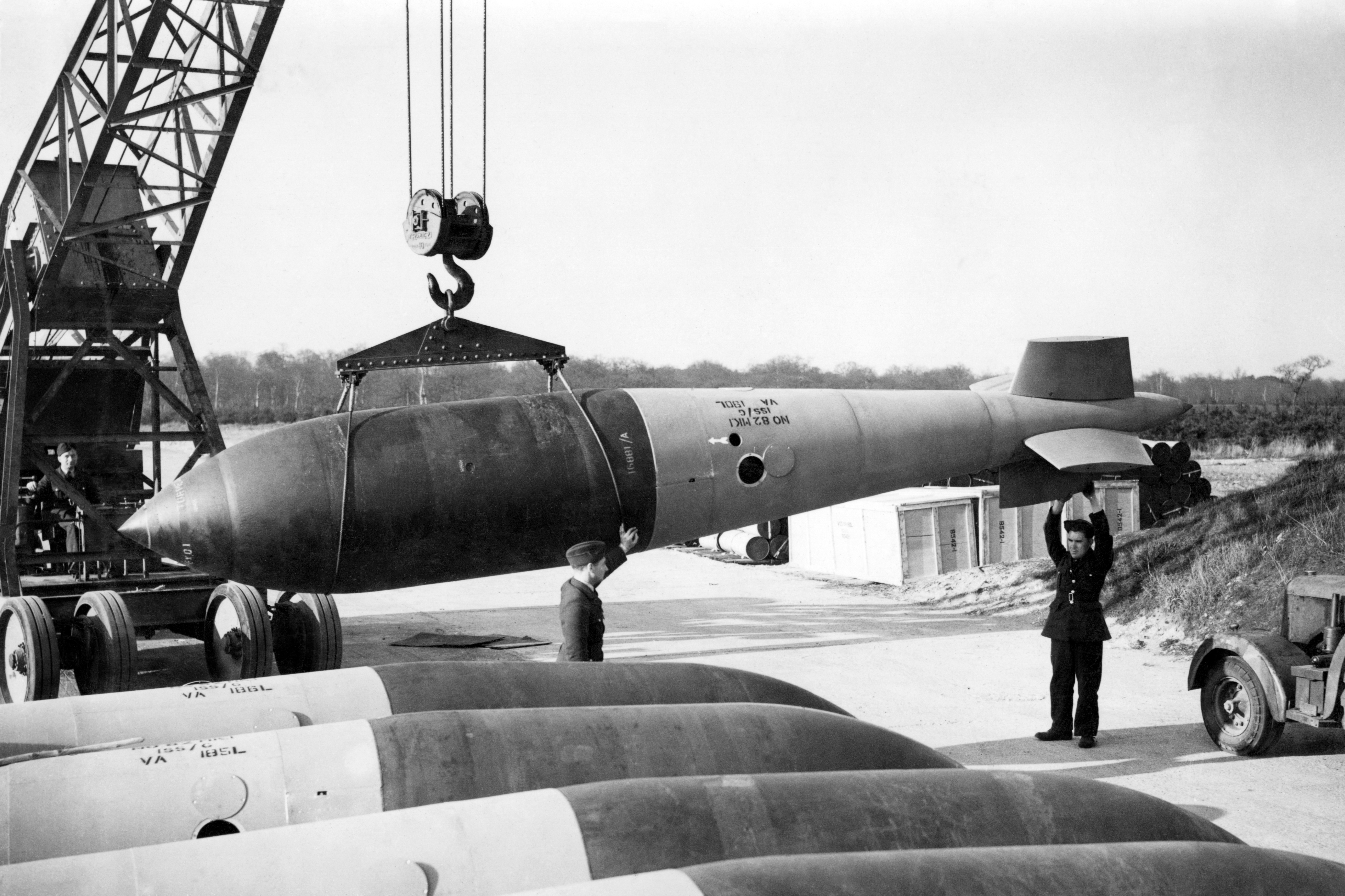
Бомба Grand Slam, з якою працюють на базі у Лінкольнширі

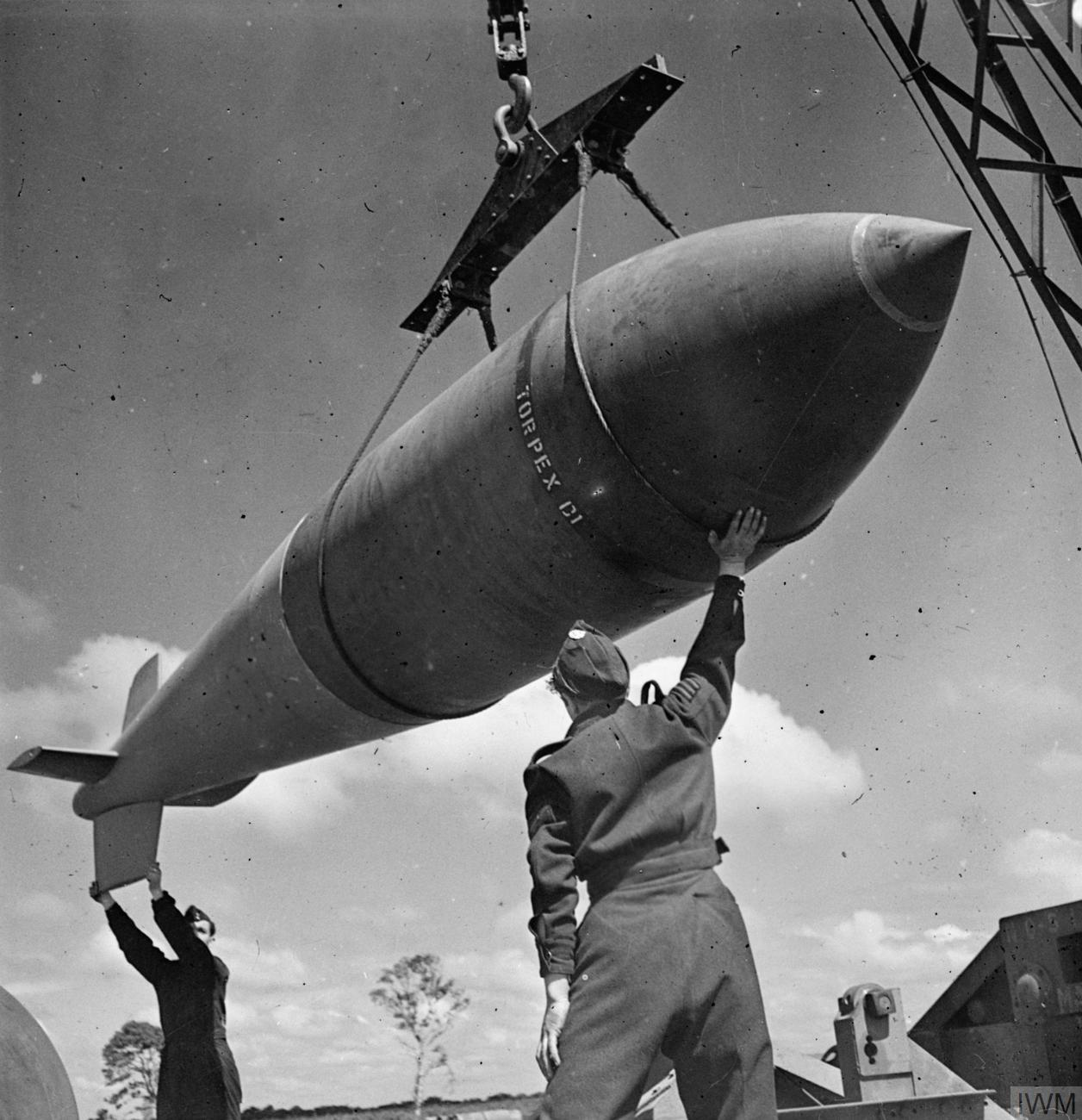
Наземний персонал RAF працює з Tallboy, яку пізніше скинули на базу Фау-зброї Купол Ельфо у Візерні, Франція, у 1944 році

Сейсмічна бомба — це концепція, винайдена британським авіаційним інженером Барнсом Воллісом на початку Другої світової війни, а згодом розроблена та використана під час війни проти стратегічних цілей у Європі.  Сейсмічна бомба дещо відрізняється за своєю концепцією від традиційної бомби, яка зазвичай вибухає на поверхні або поблизу неї та знищує свою ціль безпосередньо вибуховою силою; навпаки, сейсмічна бомба скидається з великої висоти, досягаючи дуже високої швидкості під час падіння, і при ударі проникає та вибухає глибоко під землею, спричиняючи масивні печери або кратери, відомі як камуфли, а також інтенсивні ударні хвилі. Таким чином, сейсмічна бомба може вражати цілі, які є занадто масивними для впливу звичайної бомби, а також пошкоджувати або знищувати складні цілі, такі як мости та віадуки.
Сейсмічні бомби використовувалися ближче до кінця Другої світової війни на масивно укріплених спорудах, таких як підводні загони з бетонними стінами товщиною кілька метрів, печери, тунелі та мости.

## Теорія та механізм пошкодження
Під час розробки Барнс Волліс висунув теорію, що високоаеродинамічна, дуже важка бомба із затримкою детонації завдасть шкоди цілі через ударні хвилі, що проходять крізь землю, звідси й прізвисько «сейсмічні бомби».
Літчики, які скидали бомби, повідомляли, що конструкції цілей залишилися неушкодженими детонацією; «Але потім кратер обвалився, земля змістилася, і ціль обвалилася». Пізніше комп'ютерне моделювання дійшло тих самих висновків; значна частина пошкоджень була завдана шляхом утворення порожнини в землі. Руйнування цієї порожнини призвело до зміщення землі, отже, до зміщення або руйнування фундаменту цілі, що спричинило катастрофічні структурні пошкодження цілі. Зміщення ґрунту призводило до серйозних пошкоджень будь-якої більшої споруди, навіть якщо бомба не досягала цілі, але створювала поблизу неї кратер.
Це не була справжня сейсмічна зброя, але ефективна зброя для утворення кратерів при використанні по наземних цілях. Однак, у протикорабельній ролі, критично важливому обладнанню на борту лінкора могла бути завдана велика шкода вже лише ударною хвилею.